# Саронвілл (Небраска)
Саронвілл (англ. Saronville) — селище (англ. village) в США, в окрузі Клей штату Небраска. Населення — 35 осіб (2020).

## Географія
Саронвілл розташований за координатами 40°36′10″ пн. ш. 97°56′20″ зх. д. / 40.60278° пн. ш. 97.93889° зх. д. (40.602841, -97.938847).  За даними Бюро перепису населення США в 2010 році селище мало площу 0,39 км², уся площа — суходіл.

## Демографія
Згідно з переписом 2010 року, у селищі мешкало 47 осіб у 18 домогосподарствах у складі 13 родин. Густота населення становила 122 особи/км².  Було 19 помешкань (49/км²).
Расовий склад населення:
| - 97,9 % — білих |

До двох чи більше рас належало 2,1 %. Частка іспаномовних становила 8,5 % від усіх жителів.
За віковим діапазоном населення розподілялося таким чином: 21,3 % — особи молодші 18 років, 55,3 % — особи у віці 18—64 років, 23,4 % — особи у віці 65 років та старші. Медіана віку мешканця становила 34,5 року. На 100 осіб жіночої статі у селищі припадало 104,3 чоловіків;  на 100 жінок у віці від 18 років та старших — 105,6 чоловіків також старших 18 років.
Середній дохід на одне домашнє господарство  становив 62 090 доларів США (медіана — 74 028), а середній дохід на одну сім'ю — 73 112 долари (медіана — 74 821). За межею бідності перебувало 9,8 % осіб, у тому числі 3,4 % дітей у віці до 18 років та 0,0 % осіб у віці 65 років та старших.
Цивільне працевлаштоване населення становило 44 особи. Основні галузі зайнятості: виробництво — 38,6 %, освіта, охорона здоров'я та соціальна допомога — 20,5 %, сільське господарство, лісництво, риболовля — 13,6 %, науковці, спеціалісти, менеджери — 9,1 %.